# Дамбах ла Вил
Дамбах ла Вил (фр. Dambach-la-Ville) насеље је и општина у источној Француској у региону Алзас, у департману Доња Рајна која припада префектури Селестат Ерштајн.
По подацима из 2011. године у општини је живело 1993 становника, а густина насељености је износила 69,13 становника/km². Општина се простире на површини од 28,83 km². Налази се на средњој надморској висини од 215 метара (максималној 662 m, а минималној 164 m).

## Демографија
| 1962. | 1968. | 1975. | 1982. | 1990. | 1999. | 2011. |
| ----- | ----- | ----- | ----- | ----- | ----- | ----- |
| 2.035 | 2.051 | 2.039 | 1.907 | 1.800 | 1.973 | 1.993 |

График промене броја становника у току последњих година